# 아버지처럼 살기 싫었어
《아버지처럼 살기 싫었어》는 2001년 9월 15일부터 2002년 2월 24일까지 방영된 KBS 2TV 주말 드라마이다.

## 등장 인물
- 이종원 : 장철구 역
- 한고은 : 서화연 역
- 정준 : 장덕구 역
- 이민영 : 구미숙 역
- 김민선 : 이수진 역
- 김세윤 : 장실근 역
- 박정수 : 박소이 역
- 박인환
- 여운계
- 정영숙 : 용숙 역
- 구본승 : 서정연 역
- 홍수현 : 장진주 역
- 정성환 : 정석훈 역
- 정운택 : 최후면 역
- 박상욱 : 구성철 역
- 한인수 : 서 회장 역
- 김나운 : 황지연 역
- 양희경 : 유명자 역
- 김창숙
- 김주영
- 김원배
- 강일구
- 김용명
- 연규진
- 강주형
- 김애란
- 윤용덕
- 한규희
- 함석훈
- 故 한경선
- 경인선
- 송금식
- 양재성
- 신태훈
- 양금석
- 조성규
- 양재원
- 황덕재
- 김서형
- 박현정
- 하다솜